# Шарчевич, Игор
И́гор Ша́рчевич (серб. Игор Шарчевић / Igor Šarčević; 25 августа 1984, Нови-Сад) — сербский легкоатлет и бобслеист-разгоняющий. Выступал за сборные Сербии по лёгкой атлетике и бобслею в середине 2000-х — начале 2010-х годов, участник зимних Олимпийских игр в Ванкувере, финалист первенств Европы и мира, победитель и призёр соревнований национального значения.

## Биография
Игор Шарчевич родился 25 августа 1984 года в городе Нови-Саде, входившем тогда в состав Югославии. С детства активно занимался лёгкой атлетикой, в частности специализировался на многоборьях.
Впервые вошёл в состав сербской национальной сборной по лёгкой атлетике в сезоне 2007 года. Будучи студентом, принимал участие в летних Универсиадах 2007 и 2009 годов, выступал в зачёте десятиборья, хотя какого-то значительного успеха здесь не добился. Наиболее успешным сезоном в лёгкой атлетике для него оказался сезон 2010 года, когда он побывал на чемпионате Европы в Барселоне, где, набрав в десятиборье 7995 очков, установил в этой дисциплине личный рекорд и занял в общем зачёте десятиборцев девятое место. Также принимал участие в европейском первенстве 2012 года в Хельсинки, но был здесь далёк от призовых позиций.
Не имея больших успехов в лёгкой атлетике, в 2008 году Шарчевич решил попробовать себя в качестве разгоняющего в бобслее и приступил к тренировкам под руководством тренера Бориса Радженовича. Уже в следующем году пробился в основной состав национальной сборной Сербии по бобслею и выступил на чемпионате мира в Лейк-Плэсиде — в двойках в паре с Вуком Радженовичем показал 32 время, тогда как в четвёрках финишировать не смог, их экипаж на одном из поворотов потерпел крушение. Благодаря череде удачных выступлений Игор Шарчевич удостоился права защищать честь страны на зимних Олимпийских играх 2010 года в Ванкувере — на сей раз в зачёте четырёхместных экипажей совместно с Вуком Радженовичем, Слободаном Матиевичем и Милошем Савичем прошёл все четыре заезда и занял итоговое восемнадцатое место. Впоследствии, тем не менее, не выступал на крупных международных соревнованиях по бобслею.